# Pachycara thermophilum
Pachycara thermophilum és una espècie de peix de la família dels zoàrcids i de l'ordre dels perciformes.

## Morfologia
- Els mascles poden assolir 38,8 cm de longitud total.[4]

## Hàbitat
És un peix marí i d'aigües profundes que viu entre 3.480-3.480 m de fondària.

## Distribució geogràfica
Es troba a l'oceà Atlàntic.

## Observacions
És inofensiu per als humans.